# Stepne (Stepne), Pervomaiske
Stepne (în ucraineană Степне) este localitatea de reședință a comunei Stepne din raionul Pervomaiske, Republica Autonomă Crimeea, Ucraina.

## Demografie
Componența lingvistică a localității Stepne
     Rusă (49,14%)
     Ucraineană (27,39%)
     Tătară crimeeană (21,75%)
     Alte limbi (1,21%)
Conform recensământului din 2001, nu exista o limbă vorbită de majoritatea populației, aceasta fiind compusă din vorbitori de rusă (49,14%), ucraineană (27,39%) și tătară crimeeană (21,75%).